# Уховское сельское поселение
Уховское сельское поселение  или Уховское муниципальное образование — муниципальное образование со статусом сельского поселения в
Куйтунском районе Иркутской области России. Административный центр — Уховский.

## Население
| 2010  | 2011  | 2012  | 2013  | 2014  | 2015  | 2016  |
| ----- | ----- | ----- | ----- | ----- | ----- | ----- |
| 1160  | ↘1154 | ↗1158 | ↘1140 | ↘1126 | ↘1105 | ↘1082 |
| 2017  |       |       |       |       |       |       |
| ↘1062 |       |       |       |       |       |       |

По результатам Всероссийской переписи населения 2010 года численность населения муниципального образования составила 1160 человек, в том числе 563 мужчины и 597 женщин.

## Населённые пункты
В состав муниципального образования входят населённые пункты
- Уховский[12]